# 1586 Thiele
1586 Thiele eller 1939 CJ är en asteroid i huvudbältet, som upptäcktes den 13 februari 1939 av den tyske astronomen Arno Arthur Wachmann i Bergedorf. Den har fått sitt namn efter den danske astronomen Thorvald Nicolai Thiele.
Asteroiden har en diameter på ungefär 11 kilometer.